# Vân hương
Vân hương (tên khoa học: Ruta graveolens) là một loài thực vật có hoa trong họ Rutaceae. Loài này được Linnaeus miêu tả khoa học đầu tiên năm 1753.. Một số tài liệu tiếng Việt cũng gọi loài này là "Cửu lý hương" nhưng tên gọi này có thể đề cập tới một số loài khác.

## Hình ảnh

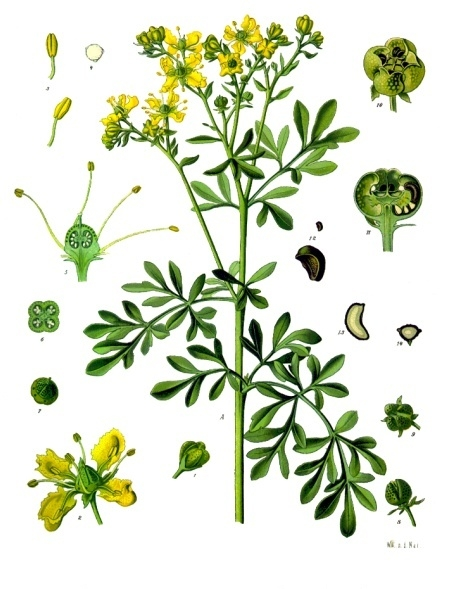
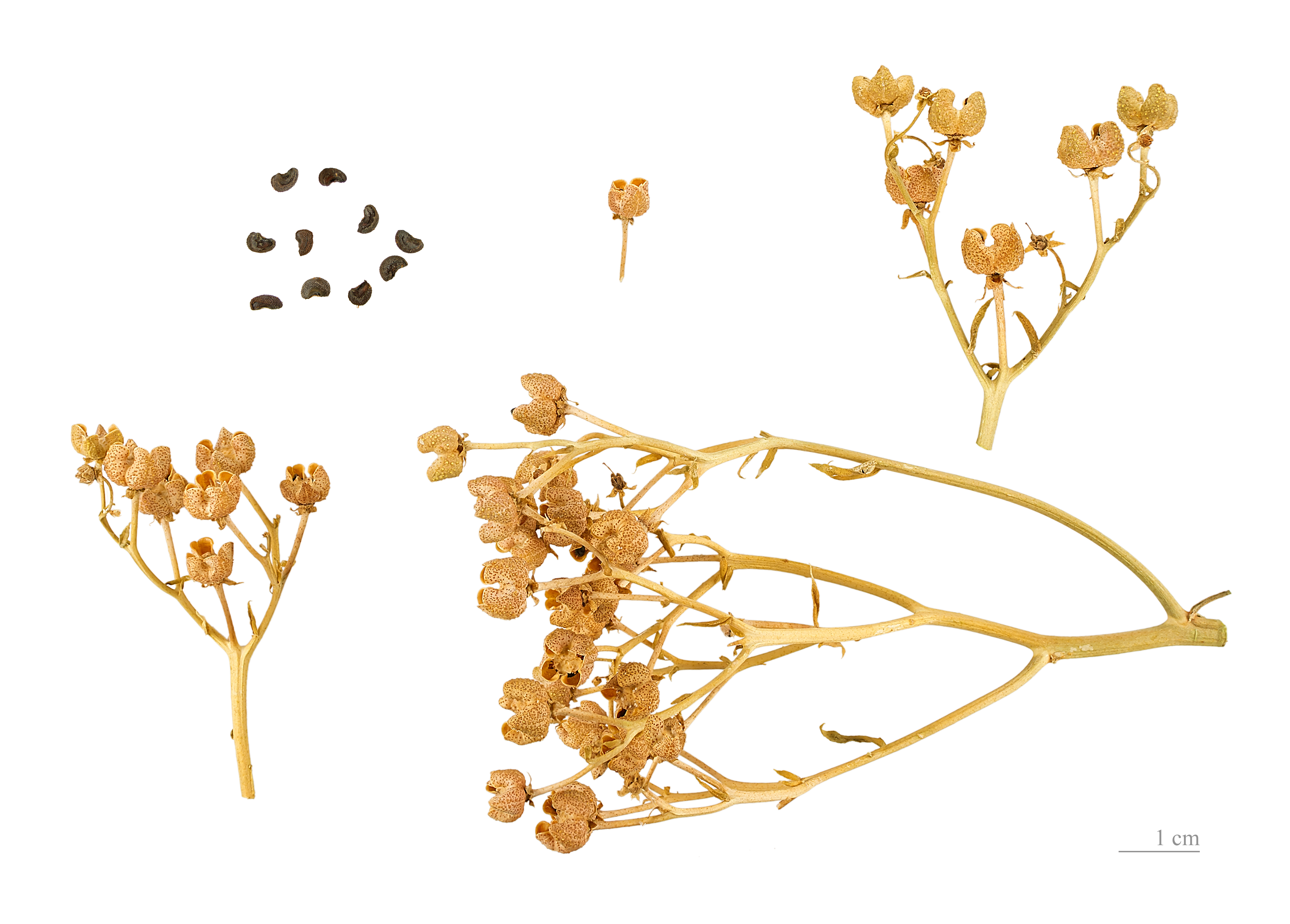
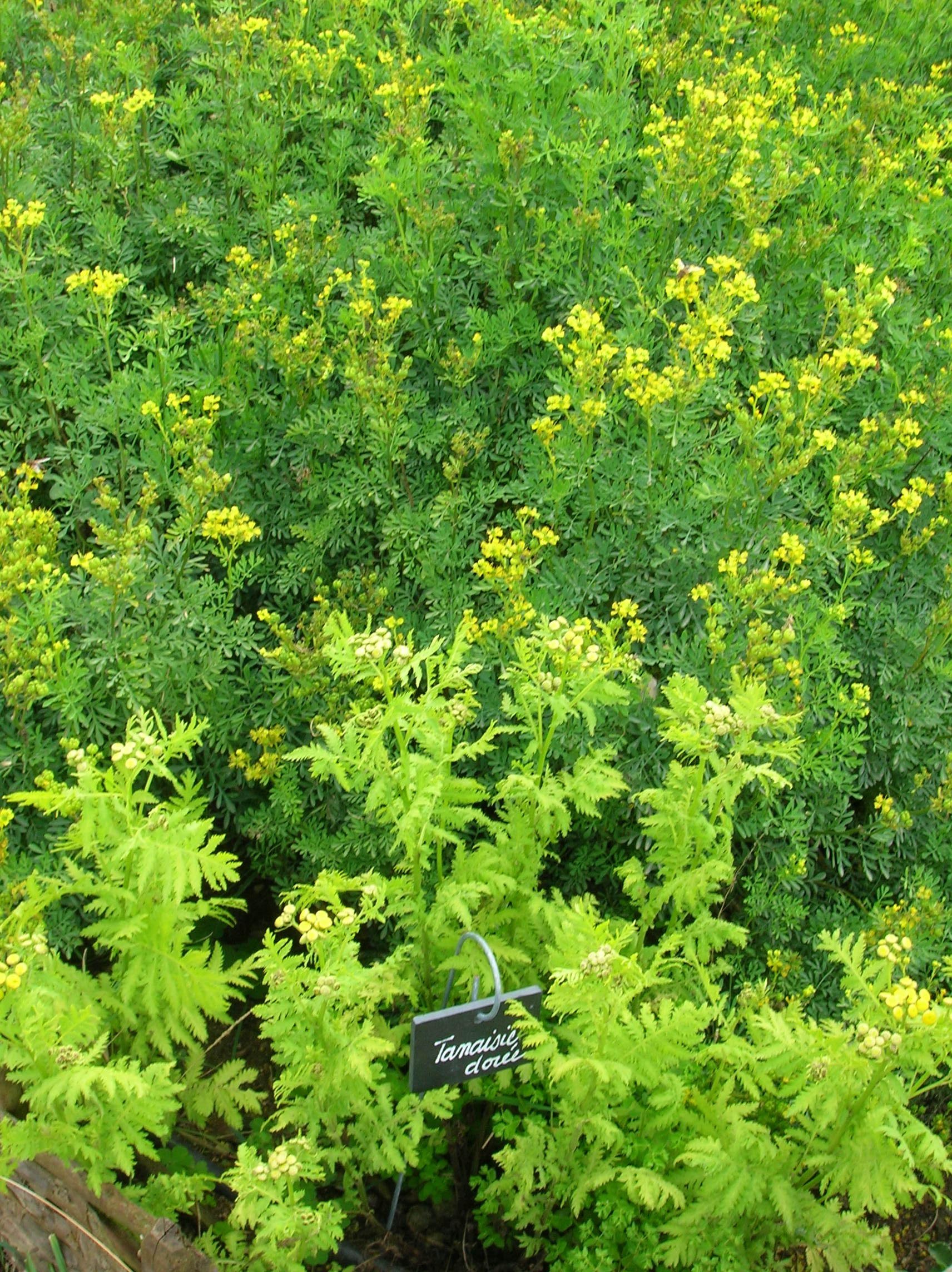
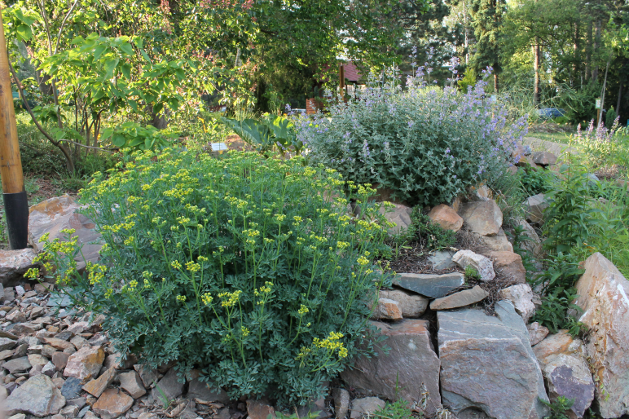